# Standard østnorsk
Standard østnorsk, også omtalt som norsk standardtalemål, bruges inden for sociolingvistik til at betegne det dominerende østnorske standardsprog (i modsætning til de norske dialekter) som er den talte normalform for bokmål/riksmål, sådan som dette sprog bruges på store dele af Østlandet. Talemålet er den østnorske regionale videreførelse af dannet dagligtale, som var den østnorske overklasse og højere middelklasses udtale af dansk. Det fungerer i Øst-Norge som de facto standard for normaliseret tale knyttet til bokmål/riksmål. I næsten alle de områder, hvor sproget bruges, har det (særlig historisk) eksisteret side om side med lokale østlandsdialekter af norsk (eksempelvis Oslodialekten) klart adskilt efter sociale skillelinjer; i moderne tid har standard østnorsk i stigende grad fortrængt dialekterne i Østlandet. Standard østnorsk kan defineres både som et østnorsk standardsprog med regionale træk knyttet til Østlandet og (særlig historisk og i den mest konservative variant) som en (højere) sociolekt.

## Historie
Standard østnorsk er den regionale videreførelse i Østlandet af dannet dagligtale, som var de højere sociale lags (dvs. fortrinsvis embedsmandsstandens og byborgerskabets) udtale af det danske sprog i Norge, som datidens norske overklasse) antog som modersmål før opløsningen af unionen med Danmark. I 1814 havde anslået 1% af befolkningen i Norge dette talemål som modersmål, noget som ifølge Moltke Moe var øget til 5% i 1900; i efterkrigstiden er antallet ifølge overslag fra Trygve Bull øget til 20% af befolkningen, og er ifølge Kjell Venås sandsynligvis større i dag, afhængig af hvordan man definerer og afgrænser normaltalemålet i forhold til dialekterne. I Østlandet har standard østnorsk i løbet af det 20. århundrede i væsentlig grad fortrængt de lokale dialekter, noget som af Kjell Venås forklarer med skriftsprogets øgede betydning, længere skolegang og social prestige knyttet til normaltalemålet. Standard østnorsk har i dag, til trods for at det bygger på dannet dagligtale, ofte visse spor fra dialektale talemål fra Østlandet; der er få som taler den allermest konservative (dvs. danskprægede) variant af talemålet i dag, selv om en del nordmænd taler en temmelig konservativ variant, som kan siges at være en forholdsvis ren videreførelse af dannet dagligtale.
Et andet navn som dækker i hovedsagen det samme talesprog er riksmål, som af riksmålsbevegelsen bruges både om skriftsproget og talesproget. Forskellen på de to betegnelser er, at navnet riksmål omfatter standardiseret (skriftsprogsorientert) talesprog i alle norske landsdele. Talemålet omtales også som talt bokmål.
Standard østnorsk adskiller sig betydeligt fra de fleste dialekter i Østlandet. Det er uklart, om standard østnorsk i sproghistorisk forstand kan betragtes som et dansk talemål eller har rod i norrønt.
Udviklingen af talesproget i og omkring Oslo i dag er præget af, at talesproget for de fleste nærmer sig skriftsproget (dvs. moderat bokmål) mere og mere, dvs. at standard østnorsk breder sig og at "vi nærmer os dannet dagligtale". Standard østnorsk i dag kendetegnes af to grammatiske køn som hovedregel ("det bor en jente i skogen. Hun har ingen søster i byen", mod "det bor ei jente i skauen. Hu har inga søster i byn" på oslodialekt), med enkelte afvigelser fra reglen, som tolerance overfor brug af a-endelser i nogen ord.
I Østlandet udenfor den centrale Oslo-region, f.eks. Gjøvik, er det sædvanligt både at tale den lokale dialekt og standard østnorsk, afhængig af situationen og hvem man taler med.

## Status
Talesprog er i ringe grad officielt reguleret eller normeret, noget som gælder i Norge såvel som i andre lande. En grund til dette er, at det er vanskeligt at normere udtale, og at udtalen ændrer sig over tid. Språkrådet regulerer kun den skriftlige udgave af bokmål. Det Norske Akademi for Sprog og Litteratur normerer først og fremmest riksmål som skriftsprog, men anerkender også eksistensen af det talte riksmål som standardsprog, uden aktivt at normere det selv.
Det eneste eksempel på en form for officielt sanktioneret norsk udtale finder man i retningslinjerne for det statligt ejede aktieselskab NRK, hvor det hedder, at "NRK skal være et forbillede for korrekt språkbrog. Medarbejdere i NRK skal som hovedregel bruge den officielle retskriving for bokmål/nynorsk." Det er hovedsagelig i de nationale nyhedsudsendelser, at der bruges et normeret talemål med klar diktion orienteret efter skriftspråket, og som i sin østnorske bokmålsvariant kan siges at være sammenfaldende med standard østnorsk.
I Østlandet har standard østnorsk en de facto status som normen for korrekt norsk udtale knyttet til skriftnormalerne bokmål og riksmål. Standard østnorsk nyder for eksempel høj status på teaterscenerne og i radio og fjernsyn. Nordmænd som normalt bruger andre taleformer slår over i standard østnorsk, når de skal ytre sig i medier eller på teaterscenen, eller når de snakker med personer, som ikke taler deres egen dialekt.
Standard østnorsk som begreb bruges ofte i fonologi (lydlære), for eksempel når lingvister ønsker at sammenligne norsk med andre sprog.

## Særtræk
Standard østnorsk adskiller sig fra de fleste norske dialekter ved at bruge følgende bokmåls-/riksmålsformer:
- Hunkønsformer mangler helt eller delvis.
- Når der bruges hunkønsformer, bruger man ikke artiklen 'ei'.
- I verbumklasse 1 bruges endelsen -et, eks. kastet i stedet for kasta.
- Typiske riksmålsformer som sne (snø), frem (fram), efter (etter) og bløde konsonanter som våben (våpen), håbe (håpe) bruges af nogen brugere af standard østnorsk, men langt fra af alle.

Fonologisk har standard østnorsk meget til fælles med dialekterne i Østlandet. Der findes dog nogle undtagelser:
- Det østlandske tykke L undgås helt eller delvis.
- I Østlandet udtales gerne -sl- i indlyd som -sjl-, som Osjlo. Dette undgås helt eller delvis (bynavnet Oslo udtales derimod i moderne tid som regel med sjl-lyd også på standard østnorsk).

Standard østnorsk er ikke helt ensartet, og kan variere afhængig af geografi, demografi og situation. Brugere af standard østnorsk bruger også ofte dialektformer fra østlandsdialekterne i nogle kommunikationssituationer. For eksempel er det få som spiller fodbold med "guttene", de fleste spiller med "gutta". De samme personer vil dog ofte bruge ikke-dialektale former i andre sammenhænge, fx "guttene mine" (om egne børn). Ofte vil sproget blive mere konservativt ved overgangen til voksenalderen, og som regel vil det være mere konservativt i formelle situationer, f.eks. i arbejdssammenhænge.
Det traditionelle "dannede" talemål i hovedstaden, som standard østnorsk er afledt af, fungerer i praksis som normgivende, fordi det opfattes som prestigesproget i Norge.

## Standard østnorsk og Oslodialekt
Standard østnorsk bliver af og til fejlagtigt omtalt som "Oslodialekten". Dette er forkert af tre grunde:
- Standard østnorsk er ikke begrænset til Oslo.
- Standard østnorsk opfattes som et standardsprog og ikke en dialekt.
- Oslodialekt er navnet på Oslos traditionelle østlandske bydialekt, som adskiller sig betydeligt fra standard østnorsk.